# Bartolomé Paredes
Bartolomé Paredes Feliu, né le 26 février 1947 à Barcelone (Catalogne, Espagne), est un footballeur espagnol qui jouait au poste de défenseur.

## Carrière
Lors de la saison 1966-1967, Bartolomé Paredes commence à jouer en deuxième division au CD Condal.
Il passe la saison 1967-1968 au Racing de Ferrol qui milite en D2. Lors de la saison 1968-1969, il est prêté au Córdoba CF et joue sept match en Division 1.
Il joue ensuite deux saisons (1970-1972) avec l'équipe première du FC Barcelone (il joue 9 matchs en championnat). Barcelone remporte la Coupe d'Espagne en 1971.
En 1972, il rejoint le Sporting de Gijón où il reste jusqu'en 1974. Avec le Sporting, Paredes joue 35 matchs en D1. Il joue ensuite au CE Sabadell en D2 (saison 1974-1975).

## Palmarès
Avec le FC Barcelone :
- Vainqueur de la Coupe d'Espagne en 1971